# Кверо (Тексас)
Кверо (енгл. Cuero) град је у америчкој савезној држави Тексас. Налази се у округу Девит, чије је седиште. По попису становништва из 2010. у њему је живело 6.841 становника.

## Демографија
Према попису становништва из 2010. у граду је живело 6.841 становника, што је 270 (4,1%) становника више него 2000. године.
| Група             | 2000.         | 2010.         |
| Белци             | 3.119 (47,5%) | 2.937 (42,9%) |
| Афроамериканци    | 1.098 (16,7%) | 1.037 (15,2%) |
| Азијати           | 34 (0,5%)     | 29 (0,4%)     |
| Хиспаноамериканци | 2.282 (34,7%) | 2.730 (39,9%) |
| Укупно            | 6.571         | 6.841         |